# Hremeace, Ostroh
Hremeace (în ucraineană Грем'яче) este localitatea de reședință a comunei Hremeace din raionul Ostroh, regiunea Rivne, Ucraina.

## Demografie
Componența lingvistică a localității Hremeace
     Ucraineană (98,33%)
     Alte limbi (0,9%)
Conform recensământului din 2001, majoritatea populației localității Hremeace era vorbitoare de ucraineană (98,33%), existând în minoritate și vorbitori de alte limbi.